# عبد الواحد ريجي
مولوي عبد الواحد ريجي، كان رجل دين مسلمًا سنيًا إيرانيًا من محافظة سيستان وبلوشستان وإمام الجمعة لمسجد الإمام الحسين في مدينة خاش، وقد اختطف وقتل يوم الخميس 8 كانون الأول (ديسمبر) 2022.

## الخطف والقتل
وبحسب المدعي العام والثوري لمحافظة سيستان وبلوشستان، كان ريجي حاضرًا يوم الخميس في مسجده، لكن اتصل به مجهولون من الباب الخلفي للمسجد وجعلوه يجلس على المقعد الخلفي لسيارة لا تحمل لوحة ترخيص. بعد اختطاف مولوي عبد الواحد قتله المتهمون. تم العثور على جثته والتعرف عليه في أحد الطرق الجانبية لمدينة خاش بثلاث رصاصات في رأسه. وبحسب مصادر تابعة للجمهورية الإسلامية الإيرانية، فإن جريمة القتل هذه نفذتها "تيارات انفصالية بلوشية أجنبية".

### قبل الحادث
قبل أقل من شهر من اختطافه وقتله، عقد مولوي عبد الواحد ريجي، في 14 نوفمبر 2022 في مؤتمر "توطيد الوحدة والتعاطف" الذي عقد في مدينة زاهدان، اجتماعا بوفد من ثلاثة أعضاء تم إرساله إلى سيستان وبلوشستان من قبل المرشد الأعلى لإيران السيد علي خامنئي. تسبب نشر أقواله في هذا الاجتماع في تكهن العديد من وسائل الإعلام بشأن مقتله. أكد مولوي عبد الواحد ريجي في هذه المحادثة:
"كنت في الخطوط الأمامية خلال السنوات الثماني للدفاع المقدس، وكنا دائما على الساحة خلال الثورة، بما في ذلك خلال انتخابات البلاد كلها، وهذا شرفنا. خلال الفوضى الأخيرة في خاش، قلت إنه لا يحق لأحد مغادرة المسجد لأننا علمنا أن المنافقين كانوا بالخارج وعرفنا ما يفعلونه. ليس لدينا ما نقوله سوى الإسلام والنظام الإسلامي وإيران والأخوة مع الشيعة. عليكم أن تقرؤوا التاريخ لتفهموا مدى قربنا نحن السنة في سيستان وبلوشستان من إخواننا الشيعة. حتى أنني تلقيت تهديدات من قبل مجموعات معادية. لكن هذه ليس لها تأثير. نحن نحبكم أيها الإخوة الشيعة في سبيل الله؛ نحب هذا البلد، والقيادة صديقتنا ".

### القبض على القتلة
أعلنت وزارة المخابرات الإيرانية، الثلاثاء 22 كانون الأول / ديسمبر، في إعلان أنه تم التعرف على ثلاثة من العملاء الرئيسيين في عملية اغتيال مولوي عبد الواحد ريجي، الذين كانوا يخططون للفرار من البلاد.

## جنازة
أقيمت مراسم إحياء ذكرى مولوي عبد الواحد في خاش بحضور بعض المسؤولين في المدينة والمحافظة، وتم نقل جثمانه إلى مسقط رأسه في قرية نيرون في مقاطعة تفتان لدفنه.

## ردود الفعل على القتل
قائد الجمهورية الإسلامية في إيران ورئيس الجمهورية، ورئيس السطة القضائية، وممثل المرشد الأعلى في سيستان وبلوشستان وإمام الجمعة في زاهدان، وإمام الجمعة السني لإنتشه برون كانوا من بين الأشخاص الذين أعربوا عن تعازيهم في وفاة مولوي عبد الواحد ريجي في رسائل منفصلة وأكدوا على ملاحقة وتحديد مرتكبي جريمة القتل.